# Diario di una schiappa - Fai da te
Diario di una schiappa - Fai da te (Diary of a Wimpy Kid - Do-It-Yourself Book) è un libro per ragazzi di Jeff Kinney, parte della serie Diario di una schiappa.

## Formazione

### Quiz
- Ti è MAI SUCCESSO..di fare delle figuracce?
- TEST di PERSONALITÀ
- Predici il FUTURO con una patata.
- Cose da fare prima che sia troppo tardi?
- Conosci davvero bene il tuo AMICO?
- Se avessi i SUPERPOTERI...uccideresti Batman?

### Domande personali
- Se finissi su un'ISOLA DESERTA che faresti?
- Predici il FUTURO?
- Progetta la tua CASA dei SOGNi...
- Buoni consigli per il prossimo anno scolastico
- I tuoi PREFERITI / Gli SPREFERITI
- Cinque cose che NESSUNO SA di te
- Il tuo INCUBO PEGGIORE
- REGOLE per la tua FAMIGLIA
- La tua vita, numero per numero
- Le PRIME QUATTRO LEGGI che farai appena ti eleggono Presidente della Repubblica
- La COSA PEGGIORE che hai fatto da piccolo qual è?
- Catalogo degli INFORTUNI
- ROWLEY vorrebbe proprio sapere...
- L'ERRORE PIÙ GRANDE che hai fatto finora qual è?
- La pagina di RODRICK
- Se avessi la MACCHINA DEL TEMPO cosa faresti?
- SCHERZI FANTASTICI
- Cosa non deve mai mancare IN CAMERINO?
- INVENZIONI geniali
- Disegna la mappa del tuo QUARTIERE
- BIGLIETTI D'AUGURI fai-da-te
- La più BELLA VACANZA della tua vita
- Fai un POSTER per il CONCERTO dei LÖDED DIPER
- Disegna i tuoi AMICI alla maniera di Greg Heffley
- FREGLEY vorrebbe proprio sapere...
- Autografi

### Fumetti
- Tesor Uccio
- Creightin il Cretino
- Xtreme Sk8ers
- ZUU-UUI MAMA di Rowley Jefferson
- TREVOR LA BASETTA PARLANTE di Greg Heffley
- Gareth il FAGIOLINO di Fregley
- CREIGHTIN IL COMICO di Greg Heffley
- VIVA le ragazze! di Tabitha Cutter e Lisa Russel
- JEROME l'uomo con le LABBRA più ROSSE del MONDO
- L'INCREDIBILE PETOPOLIZIA di Greg Heffley
- Eugenio detto il ciospo di Greg Heffley
- ACTION FIGHTERZ di Rowley Jefferson
- CREIGHTIN IL DINOSAURO di Greg Heffley